# Ellakuotsajärvi (Jukkasjärvi socken, Lappland, 755905-174465)
Ellakuotsajärvi är en sjö i Kiruna kommun i Lappland och ingår i Torneälvens huvudavrinningsområde. Sjön har en area på 0,0459 kvadratkilometer och ligger 374,4 meter över havet. Ellakuotsajärvi ligger i Torneträsk-Soppero fjällurskog Natura 2000-område.

## Delavrinningsområde
Ellakuotsajärvi ingår i det delavrinningsområde (756239-174735) som SMHI kallar för Mynnar i Lainioälvens vattendragsyta. Medelhöjden är 372 meter över havet och ytan är 13,09 kvadratkilometer. Räknas de 2 avrinningsområdena uppströms in blir den ackumulerade arean 100,09 kvadratkilometer. Kesasjoki som avvattnar avrinningsområdet har biflödesordning 3, vilket innebär att vattnet flödar genom totalt 3 vattendrag innan det når havet efter 366 kilometer. Avrinningsområdet består mestadels av skog (49 procent) och sankmarker (42 procent). Avrinningsområdet har 0,9 kvadratkilometer vattenytor vilket ger det en sjöprocent på 6,8 procent.